# Sabethes batesi
Sabethes batesi är en tvåvingeart som beskrevs av Laneon och Nelson Leander Cerqueira 1942. Sabethes batesi ingår i släktet Sabethes och familjen stickmyggor. Inga underarter finns listade i Catalogue of Life.